# Llantrisant and Taff Vale Junction Railway

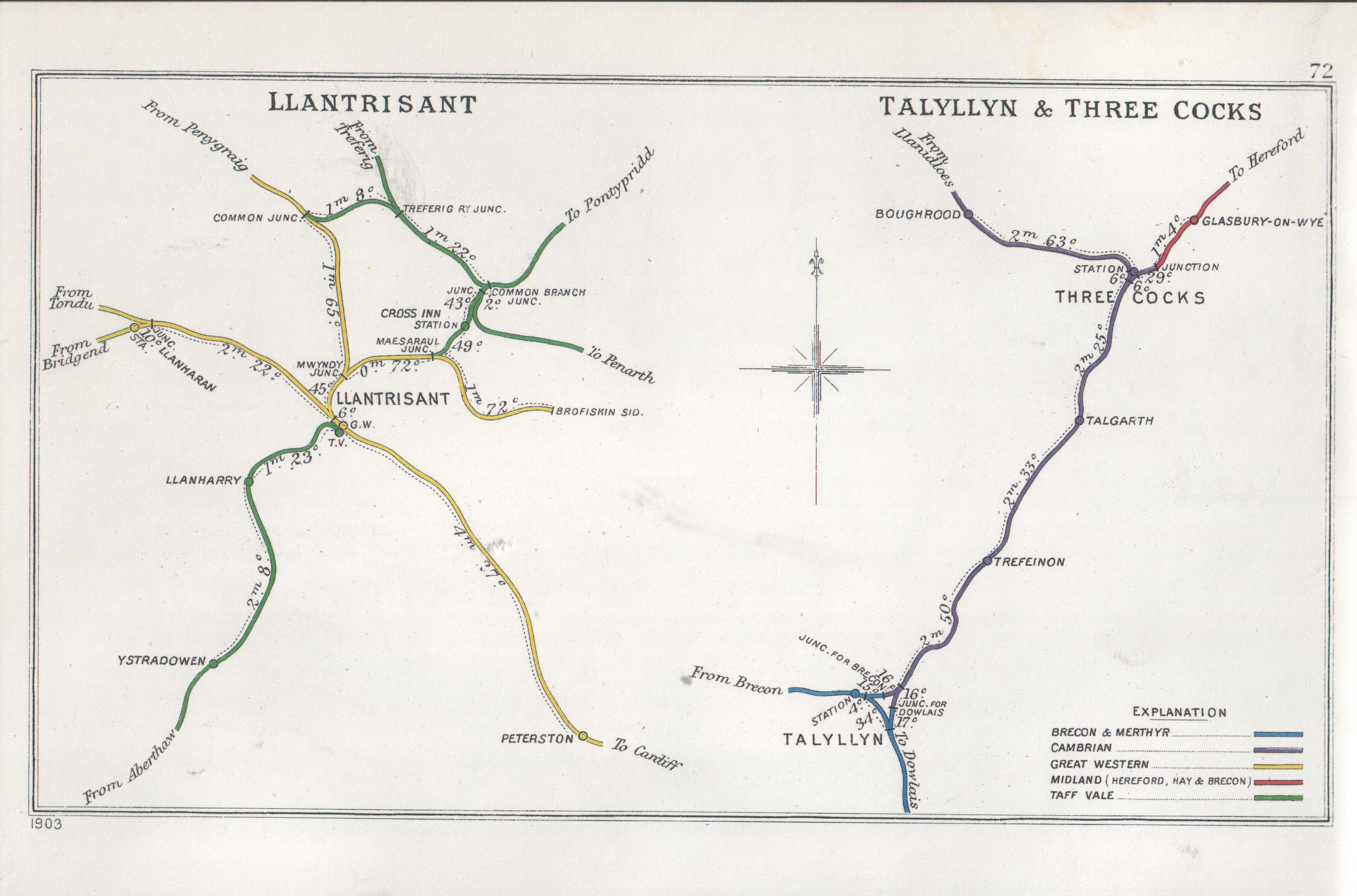
Railway-Clearing-House-Karte: Llantrisant

Die Llantrisant and Taff Vale Junction Railway war eine britische Eisenbahngesellschaft in Glamorganshire in Wales.

## Geschichte
Die Gesellschaft wurde am 7. Juni 1861 gegründet. Die Taff Vale Railway finanzierte dieses Unternehmen. Ziel war es zu verhindern, dass konkurrierende Bahngesellschaften das Gebiet westlich der eigenen Strecke zwischen Cardiff und Merthyr Tydfil erschlossen. Die normalspurige Bahnstrecke zwischen Maesaraul Junction (bei Llantrisant) und Tonteg Junction wurde im Dezember 1863 für den Güter- und 1865 für den Personenverkehr eröffnet. Zwischen Maesaraul Junction und Llantrisant wurde in die schon vorhandene Breitspurstrecke der Great Western Railway zur Mwyndy-Mine eine dritte Schiene eingebaut. Später wurden noch einige Anschlussbahnen für verschiedener Betriebe erstellt. Die Taff Vale Railway (TVR) betrieb ab Anfang an die Strecke. Am 20. Juni 1870 pachtete die TVR rückwirkend ab Betriebsbeginn die Llantrisant and Taff Vale Junction Railway für 999 Jahre. Am 26. August 1889 wurde die Gesellschaft durch die Taff Vale Railway übernommen.